# برايان هوستون
برايان هوستون (بالإنجليزية: Brian Houston)‏ هو قس أسترالي، ولد في 17 فبراير 1954 في أوكلاند في نيوزيلندا.